# Сохраняющийся ток
Сохраняющийся ток — понятие, используемое в математическом аппарате физики, для описания процессов переноса сохраняющейся физической величины, например электрического заряда. В математических векторных обозначениях он обозначается как величина {\displaystyle j^{\mu }}, которая удовлетворяет уравнению непрерывности {\displaystyle \partial _{\mu }j^{\mu }=0}. Уравнение непрерывности представляет собой закон сохранения, откуда и произошло название для сохраняющегося тока.
Действительно, интегрирование уравнения непрерывности по объёму {\displaystyle V} c поверхностью, через которую не текут токи, приводит к закону сохранения: {\displaystyle {\frac {\partial }{\partial t}}Q=0,} где {\textstyle Q=\int _{V}j^{0}dV} — сохраняющаяся величина.
В калибровочных теориях калибровочные поля рассматриваются совместно с сохраняющимися токами. Например, электромагнитное поле рассматривается совместно с сохраняющимся электрическим током.

## Сохраняемые величины и симметрии
Сохраняющийся ток — это поток канонически сопряжённой величины, обладающей непрерывной трансляционной симметрией. Уравнение непрерывности для сохраняющегося тока является математической формулировкой закона сохранения. Примерами канонически сопряжённых величин являются:
- время и энергия: непрерывная трансляционная симметрия (однородность) времени подразумевает сохранение энергии;
- пространство и импульс: непрерывная трансляционная симметрия (однородность) пространства подразумевает сохранение импульса;
- пространство и угловой момент: непрерывная «вращательная» симметрия (однородность относительно вращений) пространства подразумевает сохранение углового момента.

Сохраняющиеся токи играют важную роль в теоретической физике, так как, согласно теореме Нётер, существование сохраняющегося тока связано с существованием симметрии некоторой величины в исследуемой системе. С практической точки зрения все сохраняющиеся токи являются нётеровыми токами, поскольку существование сохраняющегося тока подразумевает существование симметрии. Сохраняющиеся токи играют важную роль в теории дифференциальных уравнений в частных производных, поскольку существование сохраняющегося тока указывает на существование интегралов движения, которые необходимы для интегрируемости системы. Закон сохранения выражается как обращение в нуль 4-дивергенции, где нётеров заряд образует нулевую составляющую 4-тока.

## Сохраняющиеся токи в электромагнетизме
Сохранение заряда, например, в обозначениях уравнений Максвелла:
{\displaystyle {\frac {\partial \rho }{\partial t}}+\nabla \cdot \mathbf {j} =0,}
где {\displaystyle \rho } — плотность электрического заряда, {\displaystyle \mathbf {j} =\rho \mathbf {v} } — плотность тока ({\displaystyle \mathbf {v} } — скорость зарядов).